# Can Roure (Vilassar de Dalt)
Can Roure o Can Roura és una obra de Vilassar de Dalt (Maresme) protegida com a Bé Cultural d'Interès Local.

## Descripció
L'actual edifici, d'estil neoclàssic, està emplaçat sobre l'antic mas Artaguil de l'any 1360, que passa a anomenar-se can roure a partir del segle xvi.
Es tracta d'un edifici rectangular de planta baixa i pis. La coberta és a dues aigües i el carener paral·lel a la façana, queda amagada pel coronament de la façana principal.
També disposa d'un cos annex de planta baixa.

## Història
La casa actual fou edificada a finals del segle xix sobre l'edifici de l'antic mas Artaguil. El mas Artaguil era un antic domini alodial del monestir de Sant Marçal del Montseny. L'any 1365, després d'haver estat venut irregularment pel prior de Sant Marçal a Pere des Bosc, els Artaguil n'adquiriren la propietat i assoliren la condició de pagesos aloers.
Al segle xvi s'hi instal·laren els Roure.